# Torres del Paine, Chile
Torres del Paine este o comună din provincia Última Esperanza, regiunea Magallanes, Chile, cu o populație de 180 locuitori (2012) și o suprafață de 6469,7 km2.